# Carter Bancks
Carter Bancks, född 9 augusti 1989, är en kanadensisk professionell ishockeyspelare som spelar för Calgary Flames i NHL.
Han blev aldrig draftad av något lag.